# Гайдук, Владимир Павлович
Владимир Павлович Гайдук (1 июня 1927—1987) — советский передовик и организатор производства, директор совхоза. Герой Социалистического Труда (1987).

## Биография
Родился 1 июня 1927 года в городе Екатеринбург.
С 1942 года работал зоотехником отдела земледелия Кизильского района Челябинской области. С 1946 по 1951 годы учился в Троицком ветеринарном институте.
С 1951 по 1960 годы — главный и старший ветеринарный врач Корсаковской машинотракторной станции, главным зоотехником районного сельскохозяйственного отдела и начальником Корсаковской районной сельскохозяйственной инспекции. С 1960 по 1962 годы — главный зоотехник совхоза «Южно-Сахалинский» и главный зоотехник Сахалинского треста совхозов. С 1962 по 1968 годы — директор совхоза «Комсомолец» Анивского района Сахалинской области.
С 1968 по 1975 годы — начальник управления сельского хозяйства Сахалинского облисполкома. С 1975 года — вновь трудился директором совхоза «Комсомолец» Анивского района. В. П. Гайдук как руководитель широкого профиля внёс большой вклад в становление и развитие сельского хозяйства Сахалинской области. Возглавляя двенадцать лет совхоз «Комсомолец», вывел его на более высокую ступень развития, и в результате хозяйство стало одним из лучших в области, образцом для многих районов РСФСР. На базе совхоза была создана и активно действовала областная школа по изучению передового опыта и прохождению стажировки руководителей и специалистов сельского хозяйства.
19 августа 1987 года Указом Президиума Верховного Совета СССР «за достижение высоких показателей в развитии сельскохозяйственного производства и успешное выполнение плановых заданий по производству и продажи государству продуктов земледелия и животноводства» Владимир Павлович Гайдук был удостоен звания Героя Социалистического Труда с вручением Ордена Ленина и золотой медали «Серп и Молот».
Помимо основной деятельности избирался депутатом Сахалинского областного и Анивского районного Советов депутатов, членом Сахалинского обкома и Анивского райкома КПСС, Сахалинского облисполкома.
Умер 5 декабря 1987 года, похоронен в городе Южно-Сахалинск.

## Награды
- Медаль «Серп и Молот» (19.08.1987)
- Орден Ленина (1981, 1987)
- Орден Октябрьской революции (1971)
- Орден Трудового Красного Знамени (1966)
- Орден Знак Почёта (1974)
- Медаль «За трудовое отличие»